# São Faustino
São Faustino ist ein Ort und eine ehemalige Gemeinde (Freguesia) im Norden Portugals.
São Faustino, bis zum Juli 2001 auch São Faustino de Vizela, gehört zum Kreis Guimarães im Distrikt Braga. Die Gemeinde hatte eine Fläche von 1,96 km² und 998 Einwohner (Stand 30. Juni 2011).
Am 29. September 2013 wurden die Gemeinden São Faustino und Tabuadelo zur neuen Gemeinde União das Freguesias de Tabuadelo e São Faustino zusammengeschlossen.